# Cerro El Pital
El cerro El Pital es una montaña transnacional, ubicada exactamente en la frontera entre El Salvador y Honduras. El Pital es la cima más alta y elevada de El Salvador y la tercera cima más alta de Honduras Tiene una elevación de 2,730 metros sobre el nivel del mar. Además de clima fresco, El Pital tiene un bosque húmedo conformado por árboles como pino, roble, encino y ciprés. 
La parte más alta de este cerro se denomina Horqueta, que es de gran atractivo turístico ya que es el lugar donde El Salvador colinda con Honduras. Es un pico montañoso de impresionantes laderas escarpadas. Su área total, incluyendo la zona de amortiguamiento, se estima en 38 kilómetros.

## Características
Al sitio acuden muchas personas con deseos de realizar ecoturismo, como: camping, observación de fauna y flora y caminatas por los diferentes senderos. considerado, por las personas que gustan del clima frío, uno de los mejores lugares para sentir temperaturas bajas. La zona para acampar se encuentra a unos 2,730 m s. n. m. aproximadamente, específicamente entre los dos picos de la montaña, por lo que se forma un corredor de viento en ese lugar. En ese sector de la montaña la temperatura es 10 °C menos que los lugares aledaños, aunque estos estén a pocos metros. 
Su vegetación está poblada de coníferas y encinos. Otras especies incluyen el Pino Blanco, Pinabete y  varias especies de robles, plantas casi extintas para el país salvadoreño y únicas de esa zona.

## Clima

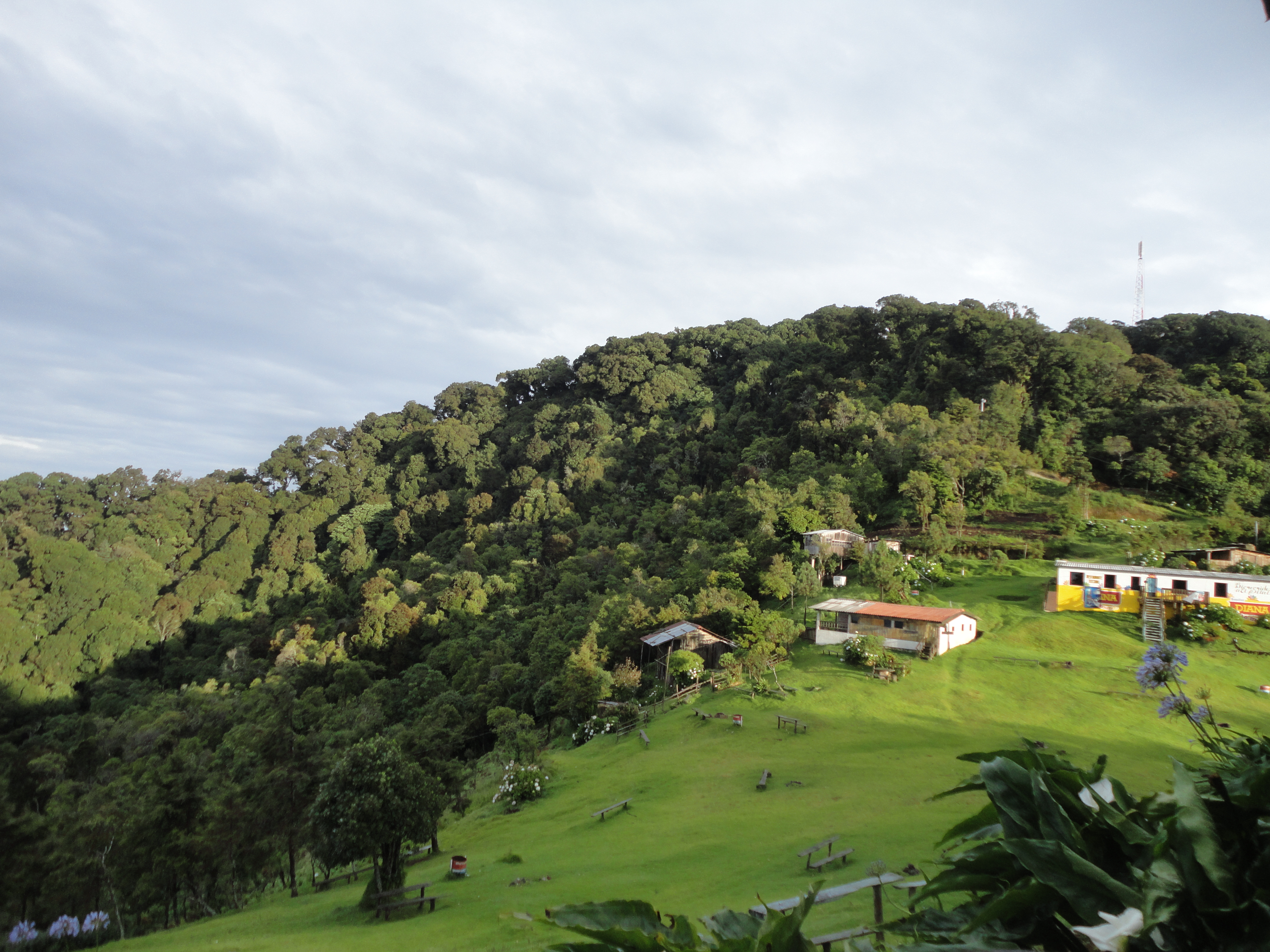
Cerro El Pital, Chalatenango.

El Cerro El Pital tiene una temperatura media anual  10 grados Celsius (50,0 °F).
De noviembre a febrero las temperaturas mínimas rondan los 8 °C con máximas de 15 °C (la temperatura más baja registrada se alcanzó en enero de 1956), durante el resto del año las temperaturas se encuentran entre los 5 °C y 17 °C.
Es el lugar más frío de El Salvador.

## Turismo
Durante los fines de semana o en las vacaciones, cualquier tiempo es bueno para visitar El Pital y disfrutar de las maravillas que ofrece la naturaleza. A pesar de que ambos países comparten El Salvador y Honduras, esta cumbre como línea divisoria solo por el lado de El Salvador se tiene acceso a este punto más alto y privado debido a que existe una carretera que lo conduce hasta la cima, convirtiéndolo en un atractivo turístico y de fácil acceso: 
• El ingreso a El Pital cuesta $3.00 para adultos y $1.00 para niños. 
• La entrada de vehículos cuesta $3.00.
• Para acampar, el costo es de $5.00 general y $4.00 por parqueo. 
• Se recomienda el uso de calzado antideslizante y ropa para clima frío. 
• El precio del alojamiento en cabañas es: 
•Para 12 personas: $125.00
•Para 10 personas: $20.00
•Para 2 personas: $ 5.00
También es posible escalar la Peña Rajada, se trata de un meteorito que tiene 50 metros de altura haciendo de él un mirador natural sobre una inmensa roca desde la cual observa San Ignacio, La Palma,  el Cerrón Grande (Suchitlán), el Volcán de San Vicente, el Volcán de San Salvador, el Volcán de Izalco y el Volcán El Chingo, partes de Honduras y Guatemala, así como otras áreas del oriente de El Salvador, otro atractivo es El Mojón que es el punto limítrofe entre ambos países en lo alto de la cumbre.

## ¿Cómo llegar usando el transporte público?
Si viaja en el transporte público debe tomar la ruta de buses 119 en la Terminal de Oriente en San Salvador y, por la Carretera Troncal del Norte, viajar hasta San Ignacio donde luego debe abordar la ruta 509 hasta llegar al cantón Río Chiquito.
Después de Río Chiquito son cinco kilómetros los que debe caminar, o también puede contratar un pick-up que puede cobrar entre $25 y $30 el viaje hasta llegar al Cerro El Pital, se recomienda que sea un vehículo con tracción 4x4 por la dificultad para llegar al cerro, en especial la parte final. Esta última opción es recomendable cuando viaja en grupos. Al llegar al Cerro, debe cancelar la entrada que cuesta $3 para adultos y $5 para acampar y para niños y tercera edad gratis.